# Klubbin (Vágar)
Klubbin è un rilievo alto 352 metri sul mare situato sull'isola di Vágar, nell'arcipelago delle isole Fær Øer, in Danimarca.